# Thorwald Veneberg
Thorwald Veneberg, né le 16 octobre 1977 à Amsterdam, est un coureur cycliste néerlandais.

## Biographie
Champion des Pays-Bas Espoir en 2000, Thorwald Veneberg passe professionnel l'année suivante dans l'équipe Rabobank. Parallèlement à ce début de carrière sportive, il poursuit ses études en kinésiologie. Il remporte le Grand Prix de l'Escaut en 2005. Cette même année, il participe aux côtés de Denis Menchov au Tour d'Espagne ; cette Vuelta s'avèrera victorieuse pour le Russe après le déclassement de Roberto Heras pour dopage. En mars 2006, il chute durant Tirreno-Adriatico et se fracture une clavicule.
À la fin de la saison 2007, apprenant le non-renouvellement de son contrat avec Rabobank, il saisit la justice néerlandaise. Celle-ci constatera que l'équipe cycliste est dans son droit, l'engagement des coureurs dépendant de leurs performances sportives appréciées par la direction de l'équipe. Il n'a pas trouvé d'employeur pour l'année 2008.
En 2009, il devient sélectionneur des équipes nationales des Pays-Bas sur route en catégories juniors et espoirs. Le 1er janvier 2017, il devient entraîneur national de cyclisme sur route.
Le 22 mai 2018, il est promu comme le nouveau directeur général de la fédération néerlandaise de cyclisme. Il succède à Vincent Luyendijk, qui quitte l'association après deux années. 

## Palmarès

### Palmarès amateur
| - 1997 - 3e du Tour de Groningue - 1998 - 3e et 7e étapes du Tour de Normandie - Transalsace International : - Classement général - 2e étape - 3e du Tour du Limbourg - 1999 - 3e étape du Circuito Montañés - Classement général du Tour de Lleida - 3e du championnat des Pays-Bas sur route espoirs | - 2000 - Champion des Pays-Bas sur route espoirs - 3e étape du Circuit des Mines - 2e étape du Tour de Seine-et-Marne - 2e du Tour de Seine-et-Marne |

### Palmarès professionnel
- 2004
  - Tour du Nord des Pays-Bas (ex æquo avec 21 coureurs)
- 2005
  - Grand Prix de l'Escaut

## Résultats sur les grands tours

### Tour d'Espagne
3 participations
- 2001 : 78e
- 2004 : 48e
- 2005 : 91e

### Tour d'Italie
2 participations
- 2002 : 65e
- 2005 : abandon (13e étape)